# Erynnis marloyi
Erynnis marloyi ist ein Schmetterling aus der Familie der Dickkopffalter (Hesperiidae).

## Merkmale
Die Vorderflügellänge beträgt 14 bis 15 Millimeter. Die Oberseite ist dunkelbraun mit undeutlichen weißen Randpunkten. Auf den Vorderflügeln befindet sich eine schmale schwarzbraune Subbasalbinde und eine schräge dunkle, etwas grau bestäubte Postdiskalbinde. Vor dem Apex zwei und drei sind punktförmige Flecken zu sehen. Die Hinterflügel sind dunkelbraun und ungezeichnet. Die Unterseite ist einfarbig braun mit weißen Punkten auf den Vorderflügeln wie auf der Oberseite. Das Weibchen ist etwas größer und heller. Das Männchen hat keinen Kostalumschlag.

## Geographisches Vorkommen und Lebensraum
Erynnis marloyi ist vom Süden der Balkanhalbinsel (Bulgarien, Albanien, Mazedonien, Griechenland, europäischer Teil der Türkei) durch Kleinasien, Libanon, Syrien, Israel, Irak, Nordiran, Afghanistan und in Transkaukasien verbreitet. Er lebt an trockenen Hängen, in Schluchten auf Karbonatgestein. Er ist in Gebirgen von 600 bis 2000 Meter und darüber anzutreffen.

## Lebensweise
Die Falter fliegen von Mitte Mai bis Ende Juni. Die Weibchen saugen an Thymianen (Thymus). Die Falter sind extrem scheu und sehr leicht zu stören. Die Raupen ernähren sich von Rosaceae.